# Азаров, Василий Иванович
Васи́лий Ива́нович Аза́ров — слесарь-сборщик Механического завода Конструкторского бюро прикладной механики Министерства общего машиностроения СССР (Красноярск-26), создатель космической техники, Герой Социалистического Труда (1974).

## Биография
Родился 3 января 1921 года в деревне Юшино Шуйской волости Вяземского уезда Смоленской губернии в бедной крестьянской семье.
С 1937 г. после окончания шести классов Леонтьевской средней школы по приглашению дяди работал в Москве в Институте нефти имени Губкина учеником слесаря и слесарем на сборке приборов по испытанию качеств нефти.
С 1940 года служил в РККА (Хабаровск, воздушно-десантная бригада). Участник Великой Отечественной войны (Северо-Западный фронт). В 1944 году после второго ранения направлен в Московское пулеметное училище, которое окончил в 1945 году с присвоением звания младшего лейтенанта.
С 1945 по 1951 год в звании младшего лейтенанта служил в учреждениях НКВД (с марта 1946 года — МВД) СССР — детском приемнике Елань Сталинградской области и спецшколе города Камышлов Свердловской области.
В 1951—1960 годах слесарь-сборщик на заводе № 18 Минавиапрома СССР в городе Куйбышев (собирал шасси военных самолетов).
В 1960 году направлен на Завод № 1001 Госкомитета Совета Министров СССР по оборонной технике (с 1965 года — Красноярский машиностроительный завод имени В. И. Ленина Министерства общего машиностроения СССР).
С 1965 г. слесарь-сборщик на Механическом заводе Опытного конструкторского бюро № 10 (ОКБ-10) в городе Красноярск-26 (в 1966 году переименовано в Конструкторское бюро прикладной механики (КБПМ) Министерства общего машиностроения СССР). Принимал участие в отработке прецизионных устройств автоматики для изделий ракетно-космической техники.
Указом («закрытым») Президиума Верховного Совета СССР от 11 октября 1974 года за выдающиеся заслуги в создании продукции специального назначения присвоено звание Героя Социалистического Труда.
В 1977 году образовано Научно-производственное объединение прикладной механики (НПО ПМ), в состав которого вошли КБПМ (головное) и Механический завод. Ставилась задача освоить производство надежных узлов и приборов для космических аппаратов «Молния», «Стрела», «Радуга», «Экран», «Горизонт», и т. д. В этой организации Василий Иванович Азаров работал мастером производственного обучения, готовил молодые кадры.
С 1995 года — на пенсии.
Жил в Железногорске. Умер в 2006 году.
Награждён орденами Октябрьской Революции (26.04.1971), Отечественной войны 2-й степени (11.03.1985), медалью «За трудовую доблесть».